# El Salvador en los Juegos Paralímpicos de Tokio 2020
El Salvador está representado en los Juegos Paralímpicos de Tokio 2020 por tres deportistas, dos hombres y una mujer.

## Medallistas
El equipo paralímpico salvadoreño obtuvo las siguientes medallas:
| Nombre           | Deporte                   | Evento           |
| ---------------- | ------------------------- | ---------------- |
| Oro              |                           |                  |
| —                |                           |                  |
| Plata            |                           |                  |
| —                |                           |                  |
| Bronce           |                           |                  |
| Herbert Aceituno | Levantamiento de potencia | –59 kg masculino |